# Ábel Jenő
Ábel Jenő (Pest, 1858. július 24. – Budapest, 1889. december 13.) klasszika-filológus, egyetemi tanár, a Magyar Tudományos Akadémia levelező tagja (1882).

## Élete
Ábel Albin (1822–1888) zongoratanár és Knight Claudine (1825–1898) fia. Középiskolai tanulmányait a Pesti Evangélikus Főgimnáziumban végezte. 1875-től a Budapesti Tudományegyetem bölcsészeti karán tanult. 1877-ben doktori diplomát szerzett, majd hosszabb tanulmányutat tett Nyugat-Európában. 1879 után Budapesten gimnáziumban tanított. 1883-tól a Budapesti Tudományegyetemen a görög filológia rendkívüli, 1887-től nyilvános rendes tanára. Ő volt a budapesti Philologiai Társaság első titkára, majd az Egyetemes Philologiai Közlöny szerkesztője. Nagy jelentőségűek a magyarországi humanizmus történetére, a középkori latin irodalomra és a görög epikusok kézirataira vonatkozó kutatásai. Számos klasszikus (antik és reneszánsz kori) szöveg kiadása fűződik a nevéhez.

## Családja
Felesége Bosányi Gizella (1861–1900) volt.  
Gyermekei: 
- Ábel Pál Albin József (1884–?)
- Ábel Irma (1885–1953)[14] tanítónő. Férje Herczy Sándor.
- Ábel Margit Klotild Emma (1886–1939). Férje Széll Mihály.

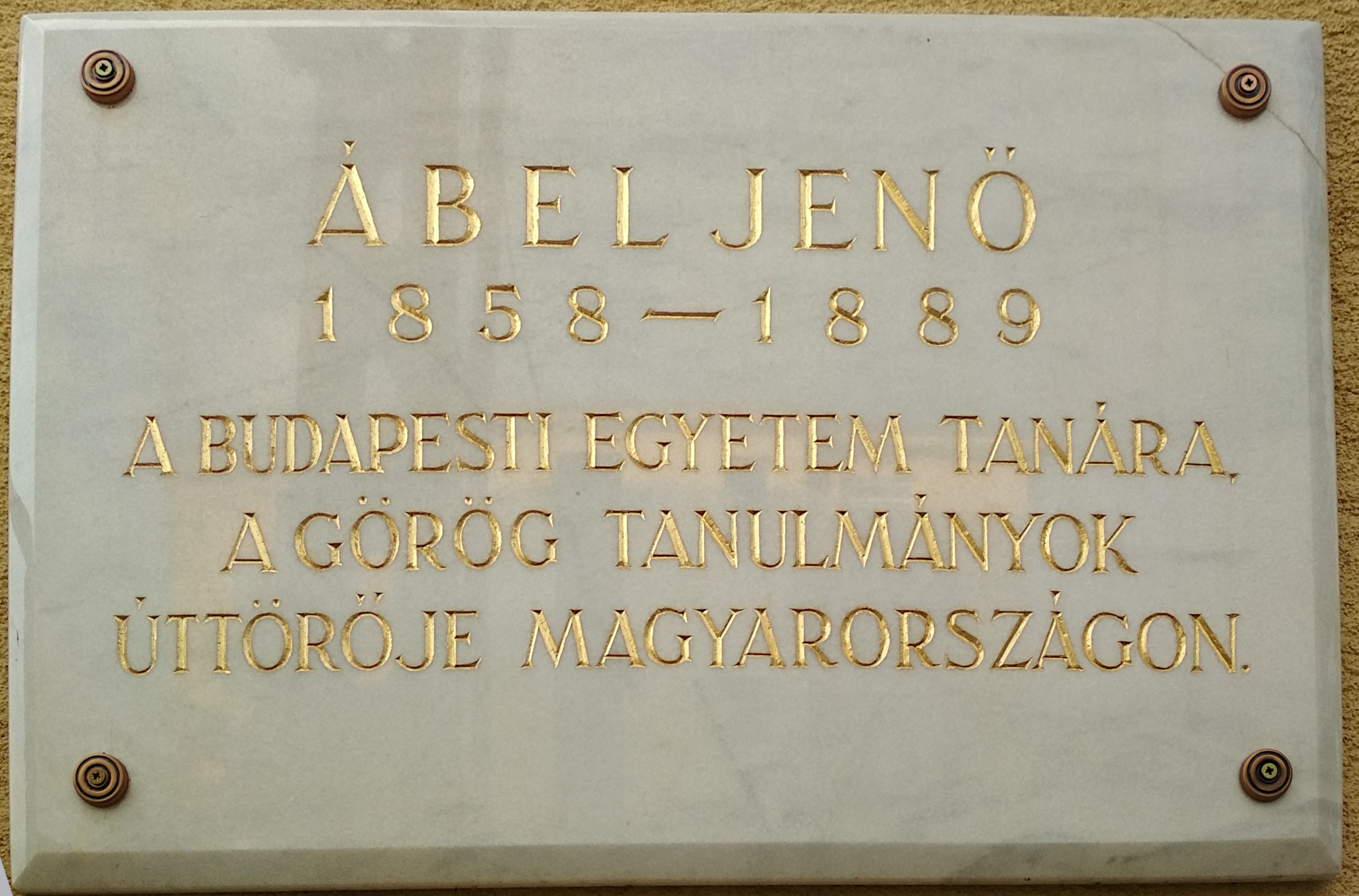

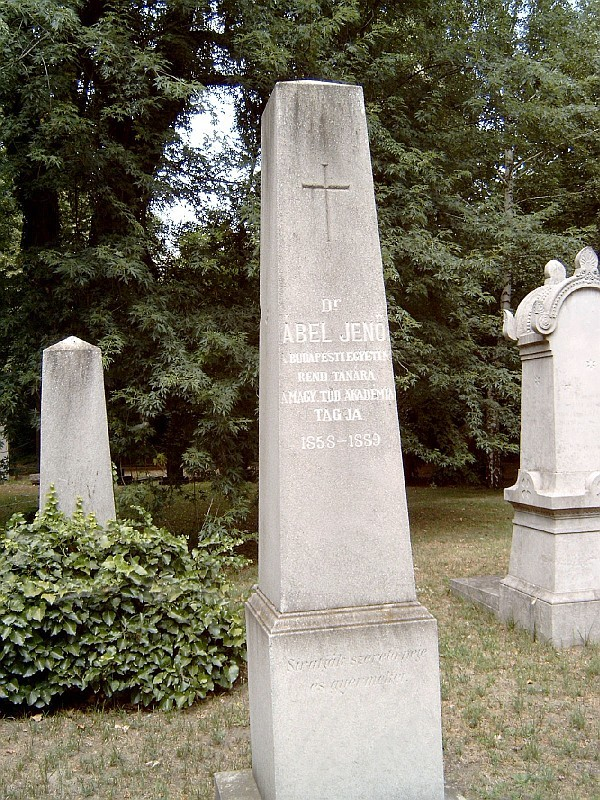
Ábel Jenő sírja Budapesten, Fiumei úti sírkert: 34/2-1-51

- Ábel Gizella Eugénia (1888–1918)

## Emlékezete
- Az 1962-től megrendezett, „Ókortudományi Társaság országos tanulmányi versenye latint második éve tanuló középiskolások számára” 2001-től az ő nevét viseli.[15]
- Budapest XI. kerületében utca őrzi emlékét.

A magyar Ókortudományi Társaság 1968 óta az Ábel Jenő-emlékéremmel díjazza az ókortudomány hazai kiválóságait.

## Főbb művei
- Corvincodexek (Ért. a nyelv- és széptudományok köréből. VIII. 1. sz., Budapest, 1879)
- Magyarországi humanisták és a dunai tudós társaság (Ért. a nyelv- és széptudományok köréből. VIII. 8. sz. Budapest, 1880)
- Analecta ad historiam renascentium in Hungaria litterarum spectantia. Budapest-Lipcse, 1880. Online
- Adalékok a humanizmus történetéhez Magyarországon (Budapest, 1880)
- Egyetemeink a középkorban (Ért. a nyelv- és széptudományok köréből. VIII. 8. sz., Budapest, 1881)
- A homeroszi Demeter-Hymnusról (Budapest, 1885)
- Isota Nogarola (Budapest, 1885)
- A bártfai Sz.-Egyed temploma könyvtárának története (Budapest, 1885)
- Orphica. Prága & Lipcse 1885 Digitalisatum
- Az ó- és középkori Terentiusbiographiák (Budapest, 1887)
- Scholia recentia in Pindari Epinicia Szerk. (Budapest, 1890)
- Olaszországi XV. századbeli íróknak Mátyás királyt dicsőítő művei (Budapest, 1890)
- Analecta nova ad historiam renascentium in Hungaria litterarum spectantia (posztumusz kiadvány Hegedűs István kiegészítéseivel, Budapest, 1903)